# Partikel-bølge-dualitet
 Der er for få eller ingen kildehenvisninger i denne artikel, hvilket er et problem. Du kan hjælpe ved at angive troværdige kilder til de påstande, som fremføres i artiklen.

 Denne artikel bør gennemlæses af en person med fagkendskab for at sikre den faglige korrekthed.

Partikel-bølge dualiteten er et fænomen, som man arbejder med inden for kvantemekanik (fysik).
Partikler, som vi kender dem fra atomfysikken, såsom elektronen, der i Bohrs atommodel fra 1913 optræder som punktbestemte objekter, bliver i kvantemekanikken opfattet som bølger. Kvantemekanikken teoretiske del blev formuleret i midten af 1920'erne af Werner Heisenberg, Erwin Schrödinger, Wolfgang Pauli og senere af Richard Feynman, Paul Dirac og mange andre.
Det var i 1924 den franske fysiker de Broglie fremsatte sin hypotese om, at al stof (partikler inkl. fotoner) også kan opfattes som bølger. Senere fremsatte han en teori for hvordan disse bølger relaterer sig til partikel aspektet, den blev dog voldsomt kritiseret af Pauli ved en Solvay Conference og synes derefter at have levet en skjult tilværelse, idet de-Broglie ikke kunne forklare sig ordentligt. Den teori er senere blevet til Bohms kvanteteori (Bohmian mekanik), som giver en mere klassisk forklaring på relationen mellem bølger og partikel, end den de fleste hold sig til.

## Dobbeltspalte-forsøget
.
Dobbeltspalte-forsøget er det klassiske forsøg, der først beviste, at fotoner (lys) bestod af bølger. Isaac Newton argumenterede for, at lys bestod af partikler (korpuskler, som han kaldte dem), medens hans bedste ven Christiaan Huygens argumenterede for, at lys bestod af bølger. Det første dobbeltspalte-forsøg blev udført af Thomas Young i 1801 for at afgøre, om lys var partikler eller bølger.
Young udførte forsøget med sollys som han lod skinne igennem et lille hul i en skærm, derved fik han parallelle lysstråler som han lod skinne på kanten af et stykke stift papir, der delte strålen i to dele, som igen samles på en skærm. Det udgjorde det for to slidser som man normalt bruger det i dag. I en afstand af nogle meter dannedes der på en skærm et mønster af punkter (linjer hvis det lille hul var en slids) som fremkom ved at lysets bølger dannede en interferens.  Han fandt frem til en bøgelængde på omkring 625 nm ( 1 nm er  10−9  meter), hvilket er ca midt i det synlige lys spektrum.
I dag kan man selv udføre forsøget med en laser, fx ved at sværte en glasplade sort med sod fra et stearinlys og ridse to slidser i soden med et par barberblade der er sat sammen - og lade laseren fra en laserpointer skinne på dem og videre på en væg. Jo tættere slidserne er på hinanden, jo bedre spredes interferens mønstret. Laseren skal være klasse et eller to (for ikke at være farlig) og lyse på den side med sod for at undgå farlige refleksioner. Man må ikke kikke ind i en laser.
Meget senere viste Albert Einstein i 1905, at lys havde partikel egenskaber. Lys var kvantiseret og havde bevægelsesmængde, hvilket bølger ikke har og lys slog enkelte elektroner ud af metal grundet den herved opdagede effekt (den fotoelektriske effekt), ved at bibringe disse elektroner en tilstrækkelig energi til af de kunne forlade metallet, effekten afhang primært af bølgelængden og ikke af intensiteten, som det ville være tilfældet for en bølge. 
Senere, da forsøgsteknikken blev udviklet, kunne man udføre dobbeltspalte-eksperimentet med en foton ad gangen gennem to spalter. Derved viste det sig at fotonerne landede tilfældigt i punkter på den detektor var anbragt i en passende afstand fra de to spalter. Fotoner var altså partikler. Men ventede man tilstrækkeligt længe til der var ankommet mange nok fotoner dannedes der striber af punkt ansamlinger som viste at fotonerne blev styret hen til positioner der svare til interferens fra bølger. Lyset har derfor også en bølge egenskab.
Ved lignende forsøg kunne man vise, at partikler (først for elektroner) både fremviste bølge og partikel egenskaber. I dag kan sådanne forsøg udføres med relativt store molekyler, der kan bestå (2015) af op mod 3000 atomer. Det er vanskeligere at udføre sådanne forsøg med store molekyler, fordi deres bølgelængde er meget kortere end lettere partiklers.

## Kvantemekanisk superposition
Man kan spekulere på, hvad der egentlig sker, når en partikel skaber interferens og mange målinger er blevet udført for at finde ud af, hvad partiklen egentlig gør, når den passerer en dobbeltspalte. Går den igennem den ene spalte og skaber interferens med sin bølgeegenskab eller går den på "mystisk vis" gennem begge spalter?
Niels Bohr anså, at det var uden mening at beskrive noget man ikke kunne måle - og valget mellem bølger og partikel egenskaberne afhang af måleopstillingen. Man kunne enten måle, at det var en partikel eller at det var en bølge, men ikke udtale sig om hvad partiklen egentligt var. Det har derfor ingen mening, ifølge Bohr, at tale om hvilke egenskaber en elektron eller en foton har, hvis man ikke måler den.  Oprindeligt var det Werner Heisenberg der baserede sin matrix teori på en lignende ide for Bohrs elektron model i atomet. Det var også Heisenberg, der forfattede den såkaldte Københavner-fortolkningen af kvanteteorien, som ofte udtrykker ting som Bohr ville have udtrykt meget mere forsigtigt.
Måler man hvilken spalte en partikel/foton passerer igennem, forsvinder interferensen. Partiklen/fotonen, eller snarere deres bølge, går igennem de to spalter samtidig, i noget der kaldes kvantemekanisk superposition. Forsøg man har gjort med lignende opstillinger, hvor partikler/fotoner kan vælge mellem to veje viser entydigt, at deres bølge går begge veje samtidigt, i det man kalder en superposition. Hvis man måler, brydes superpositionen og partiklen/fotonen vil blive kvantemekanisk sammenfiltret (entangled på engelsk) med måleapparaturet. Bølgerne er ikke mere kohærent.
Partikler og fotoner, kan altså eksistere i flere tilstande/positioner samtidigt, men den tilstand brydes, når man måler eller partiklen/fotonen bliver kvantemekanisk sammenfiltret med noget andet. Denne samtidige eksistens er manifesteret ved en sandsynlighed - og kan ikke måles direkte.
Kvantemekanisk måling er karakteriseret af, at der ved en måling sker der en kvantemekanisk sammenfiltring mellem partiklen og måleapparaturet, der efterlades "noget", et aftryk, i apparaturet. Der var og stadig er til diskussion om hvad der egentligt sker, når man måler kvantemekanisk. Bølgen kollapser tilsyneladende pludseligt og der sker en dekohærens forårsaget af måleapparaturet. Uheldigvis har visse sprogbrug fået nogle til at tro, at målinger bliver påvirket af, om de bliver observeret.  Disse førte til ideer som Schrødinger illustrerede ved en kat, der er både levende og død, indtil man ser på den - og Einsteins bemærkning, at han mente nok at månen var der, uanset om han så på den eller ikke.

## Schrödingers ligning
Erwin Schrödinger opstillede i 1922 en bølgeligning, hvor bølgen blev anset som en sandsynligheds bølge med en amplitude, der kvadreret gav sandsynligheden for hvor partiklen fandtes. Ligningen er lineær og kan give bølgens udvikling i tiden. Løsninger til ligningen kan summeres (fordi ligningen er lineær) og derved blive en ny løsning, hvilket bringer de forskellige løsninger i superposition.  I modsætning til de fleste fysikere, der deltog i udviklingen af kvanteteorien, var han ret gammel (35 år), da han opstillede ligningen.
Med ligningen kunne han forklare, hvorfor elektronerne blev i deres baner omkring atomkernen som Bohr havde foreslået og foretage bedre beregninger end Bohrs.  Elektronernes bølger skulle bare passe med deres omløbsbane, så der var et helt antal bølger i banen, var hans ide. Hvad den bølge egentligt var, var der ikke enighed om. Den kollapsede, når der blev udført en måling, hvilket var forårsaget af skiftet fra sandsynlighed til vished, men i modstrid med Schrödingers lignings natur. Schrödinger var ligesom flere andre ikke glad for den tolkning, men Einstein syntes om den løsning, hvad der vejede tungt (Einstein var dog ikke tilhænger af at kvanteteorien grundlæggende var stokastisk (ikke deterministisk)). Schrödingers ligning er basis for hele den moderne kemi, elektronikken, lasere og alt andet, som ikke inkluderer spin eller fysik i selve atomkernen og det tomme rum, ligningen gælder kun for ikke relativistiske partikler, (Partikler der ikke bevæger sig nær lysets hastighed). Diracs ligning er relativistisk og inkluderer spin og elektronens antipartikel positronen.
På trods af, at kvanteteorien er den bedste og mest nøjagtige (med 13-16 betydende cifres nøjagtighed) fysiske teori vi kender, er der stadig meget vi ikke ved. Der bliver hele tiden udført nye epokegørende eksperimenter, vi er nu langt fra den tid hvor man med Richard Feynman, en af de største fysikere nogensinde, måtte sige "shut up and calculate" for ikke at havne i uendelig filosofiske diskussioner. Vi kan nu også eksperimentere med enkelte partikler og atomer - og det er mere legitimt at fundere over hvad kvanteteorien egentligt betyder.

## Pilotbølge-teorien
Der er derfor også en stigende utilfredshed med de oprindelige formuleringer. De-Broglie-Bohms teori (eller pilotbølge-teorien) er et eksempel på en teori, der er mere klassisk forklarende end københavnerfortolkningen af kvanteteorien. I pilotbølge-teorien går man ud fra, at partiklen virkelig har et sted hvor den er og at den ledes afsted af en bølge, der er identisk med Schrödingers. Det er derfor muligt, at tale om partiklen, som noget der eksisterer uden, at der nødvendigvis foretages målinger - og der er ikke superposition af partiklen, men kun af bølgen. Teorien er ellers identisk med alle kvantemekanikkens resultater.  Den forklarer imidlertid heller ikke, hvad bølgen er, hvad man nok kunne ønske for en fysisk teori. Dog er det klart, at fotonens bølge er elektromagnetisk. Man kan selv foretage en demonstration af David Bohm's teori, ved hjælp af vandbølger og en lille dråbe olie, der flyder oven på vandet og illustrerer partiklen. Fx kan dobbeltspalte-eksperimentet illustreres således.